# Upravna delitev Poljske
Upravna delitev Poljske je od leta 1999 osnovana na treh ravneh razdelitve. Ozemlje Poljske je razdeljeno na vojvodstva, ki se nadalje delijo na povite (okraje), ti pa na gmine (občine). Večja mesta imajo običajno status tako okraja kot tudi občine. Poljska ima trenutno 16 vojvodstev, 380 okrajev (vključno s 66 mesti s statusom okraja) in 2478 občin. 
Trenutni sistem je bil uveden v skladu z vrsto aktov, ki jih je sprejel poljski parlament leta 1998, in je začel veljati 1. januarja 1999. Med leti 1975 in 1998 je bilo 49 manjših vojvodstev in nobenega okraja (glej pododdelke Poljske ljudske republike ). Z reformo leta 1999 je nastalo 16 večjih vojvodstev, ki so večinoma osnovane in poimenovane po zgodovinskih regijah, obenem pa so se ponovno uvedle pokrajine.
Meje vojvodstev niso striktno začrtane po zgodovinskih mejah poljskih regij. Približno polovica Šlezijskega vojvodstva pripada zgodovinski pokrajini Mala Poljska. Podobno se območje okoli Radoma, ki je zgodovinsko del Male Poljske, nahaja v Mazoviškem vojvodstvu, Pomorjansko vojvodstvo pa vključuje le vzhodni skrajni del zgodovinske Pomeranije, saj je zahodni del v Nemčiji, vzhodna meja pa se je v preteklosti večkrat premaknila.

## Vojvodstva
Poljska je trenutno razdeljena na 16 pokrajin, znanih kot vojvodstva (poljsko województwa, ednina województwo). Pravno so definirane kot »enote I stopnje« (jednostki I stopnia). Upravno moč na ravni vojvodstva si delijo guverner, imenovan vojvoda,  ki ga imenuje centralna vlada in je običajno politično imenovani pooblaščenec, izvoljena skupščina, imenovana sejmik, in izvršni odbor (zarząd województwa), ki ga izbere ta skupščina. Vodja te izvršilne oblasti se imenuje marszałek.
| #  | vojvodstvo             | Poljsko ime        | glavno mesto (mesta)                |
| -- | ---------------------- | ------------------ | ----------------------------------- |
| 1  | Velika Poljska         | Wielkopolskie      | Poznań                              |
| 2  | Kujav-Pomeranija       | Kujawsko-pomorskie | Bidgošč in Toruń                    |
| 3  | Mala Poljska           | Malopolskie        | Krakov                              |
| 4  | Lodž                   | Łódzkie            | Lodž                                |
| 5  | Spodnja Šlezija        | Dolnośląskie       | Vroclav                             |
| 6  | Lublin                 | Lubelskie          | Lublin                              |
| 7  | Lubusz                 | Lubuskie           | Gorzów Wielkopolski in Zielona Góra |
| 8  | Mazovija               | Mazowieckie        | Varšava                             |
| 9  | Opole                  | Opolskie           | Opole                               |
| 10 | Podlaskie              | Podlaskie          | Białystok                           |
| 11 | Pomeranija             | Pomorskie          | Gdańsk                              |
| 12 | Šlezija                | Śląskie            | Katowice                            |
| 13 | Podkarpatje            | Podkarpackie       | Rzeszów                             |
| 14 | Provinca Svetega Križa | Świętokrzyskie     | Kielce                              |
| 15 | Varmija-Mazurija       | Toplo-mazursko     | Olsztyn                             |
| 16 | Zahodna Pomeranija     | Zachodniopomorskie | Szczecin                            |

## Okraji
Vsako vojvodstvo je razdeljeno na več manjših enot, znanih kot poviti (okraji), ki so pravno definirane kot »enote II stopnje« (jednostki II stopnia). Število povitov na vojvodstvo se giblje od 12 (Opolsko vojvodstvo) do 42 (Mazovsko vojvodstvo). Poviti se delijo sledeče:
- 314 pravih povitov (znanih kot deželni okraji, poljski powiaty ziemskie). Ti deželni okraji imajo izvoljeni  svet (rada powiatu), ki izvoli izvršni odbor (zarząd powiatu), ki ga vodi starosta.
- 66 mest s statusom povita (mestni okraji, poljski powiaty grodzkie ali bolj formalno miasta na prawach powiatu). Funkcije v mestnih okrajih posedujeta mestni svet (rada miejska, rada miasta) in neposredno izvoljeni župan (prezydent). Uprava mestnega okraja deluje tako kot povit kot občina.

## Občine
Poljska sestaja iz 2477 gmin (občin), ki so pravno definirani kot »enote III stopnje« (jednostki III stopnia). Posamezen povit je običajno razdeljen na več gmin (med 3 in 19), čeprav se mestna okrožja smatrajo kot en sama gmina. Gmine imajo izvoljen svet in neposredno izvoljenega župana (znan kot prezydent v velikih mestih, burmistrz v večini urbanih in mestno-podeželskih gminah in wójt v podeželskih gminah). Gmine se delijo sledeče:
- 302 mestnih občini (gmina miejska, ki sestajajo iz enega mesta (miasto)),
- 642 mestno-podeželskih občin (gmina miejsko-wiejska, ki jo sestajajo iz mesta (miasto) skupaj z okoliškimi vasmi (wieś) in okoliškim podeželjem),
- 1533 vaških ali podeželskih občin (gmina wiejska, brez mesta). 158 jih je znanih kot sorodne ali povezane občine (gmina obwarzankowa). V tem primeru podeželska občina ne sestaja iz mesta, temveč se njena uprava nahaja v mestu izven njenega ozemlja. 14 od teh gmin ima svojo upravo v mestu s statusom povita, ostale so v mestnih občinah. Upravna kategorija gmina obwarzankowa je bila uvedena leta 2013 za reševanje proračunskih neskladij v primerih, ko večina prebivalcev podeželske občine dela in uporablja socialne storitve v mestu ali bližnjem mestu, vendar so zaradi svojih registrirani naslov, njihovi davki dodeljeni njihovi podeželski občini stalnega prebivališča. Gmina obwarzankowa je dejansko podeželsko ozemlje, ki je tesno povezano z mestnim ozemljem. Zaradi tega obe občinski upravi delujeta v tesni povezavi tako na področju uprave in proračuna.[2]

## Manjše enote
Gmine so v splošnem razdeljene na manjše enote, ki se v mestih imenujejo osiedle ali dzielnica, na podeželju pa sołectwo. Kakorkoli pa so te enote manj pomembne in so statusno podrejene gminam.

## Zgodovinske delitve
Poljsko ozemlje je bilo v poljski zgodovini podvrženo pomembnim zgodovinskim spremembam. Sodobna poljska upravna delitev se zaradi tega trenutno precej razlikuje od preteklih delitev, čeprav je na nekaterih področjih mogoče opaziti zgodovinske podobnosti. Zgodovinske poljske upravne delitve lahko razdelimo na naslednja obdobja:
- pred 1569: Delitve Kraljevine Poljske
- 1569-1795: Delitve poljsko-litovske dežele
- 1795-1807: Delitve poljsko-litovskih ozemelj po razdelitvi

- 1795-1919: Delitve Kraljevine Galicije in Lodomerije
- 1807-1815: Delitve Varšavske vojvodine
- 1815-1914: Delitve poljskega kongresa
- 1815-1848: Veliko vojvodstvo Posen
- 1848-1919: pokrajina Posen

- 1914-1919: Delitve poljskih ozemelj med prvo svetovno vojno

- 1922-1938: Posen-Zahodna Prusija

- 1918-1939: Delitev v Drugi poljski republiki
- 1939-1945: Delitev poljskih ozemelj med drugo svetovno vojno
- 1945-1999: Delitev Poljske ljudske republike
- od leta 1999: glej glavni članek zgoraj